# Santiago Salazar
Santiago Roberto Salazar Peña (Lima, 2 novembre 1974) è un ex calciatore peruviano, di ruolo difensore.